# Château des Capponi
Le château des Capponi est un édifice situé à Combronde, en France.

## Localisation
Le château est situé sur la commune de Combronde, dans le département du Puy-de-Dôme, en région Auvergne-Rhône-Alpes.

## Description
Le château actuel où est installée la mairie occupe l'emplacement d'un édifice plus ancien. L'édifice comprend un corps de logis principal rectangulaire dont les extrémités sont marquées par deux pavillons comportant un étage supplémentaire. La façade nord donne sur une cour fermée à l'ouest par les anciens communs. La façade sud ouvre sur le jardin. Le décor intérieur comprend également des éléments de ferronnerie (balcons, rampe de l'escalier d'honneur) , boiseries moulurées, stucs, parquet Versailles.

## Historique
La famille Capponi était un rameau d'une grande famille florentine installée en France ; Laurent Capponi (1512-1573), baron de Crève-Cœur et seigneur d'Ambérieux-en-Dombes s'installa comme banquier à Lyon. Son descendant Gilbert François de Capponi (1730-1788) acheta le marquisat de Combronde le 14 juin 1764 à la succession du ministre Jean-Jacques Amelot de Chaillou. Au cours de la Révolution française la famille Capponi fuit, abandonnant la demeure. Le château devient alors un bien national puis communal et la mairie s’y installe dès 1800.
Le château est classé pour partie aux monuments historiques par arrêté du 1984 (balcon, rampe, diverses pièces intérieures), et est également inscrit à cette même date (façades, toitures).